# Sant Joan de la Font
Sant Joan de la Font és una església romànica de Riudaura (Garrotxa) inclosa a l'Inventari del Patrimoni Arquitectònic de Catalunya.

## Descripció

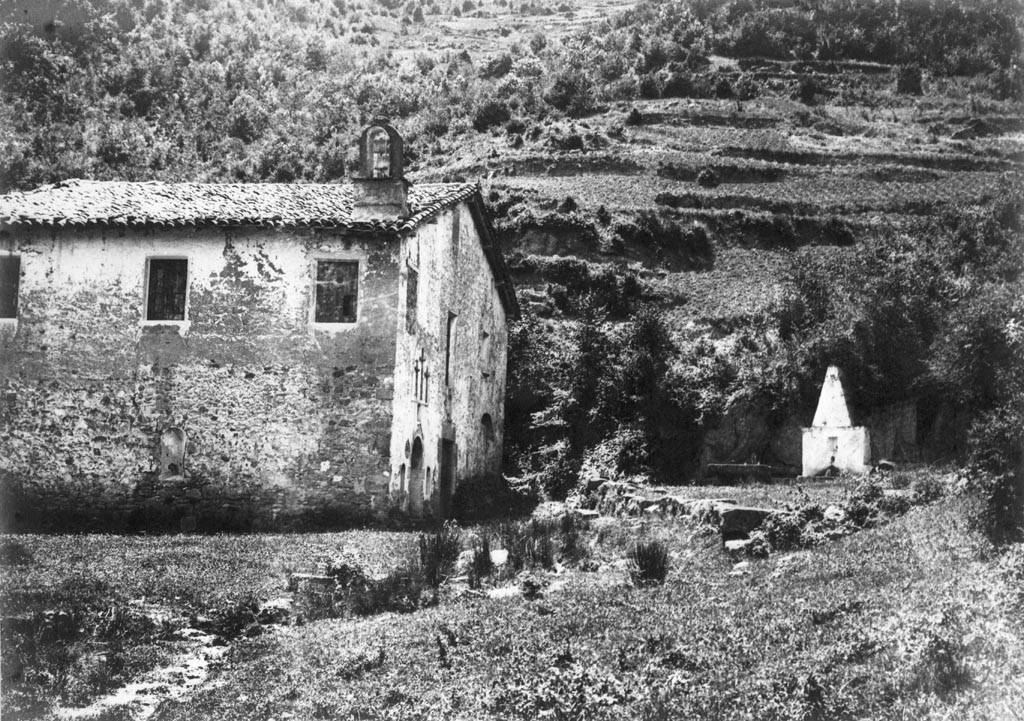
Sant Joan de la Font entre 1890 i 1923

És un edifici d'una sola nau amb absis, amb teulada a doble vessant cobert amb teula àrab. La façana principal dona a ponent i presenta tres obertures: una porta d'accés d'arc de mig punt i adovellada, una porta central allindada i una tercera, també d'arc de mig punt, que és l'entrada a un passadís que arriba a l'altre costat de la construcció. Als murs hi ha gran nombre d'obertures, la major part rectangulars. S'hi pot veure un campanar de cadireta on hi ha una campana del 1789 dedicada a Sant Joan.
Al costat del santuari hi brolla la Font de Joan, que alimenta el torrent de la Font de Joan i més avall conflueix amb el torrent de Cortils, on forma el torrent de Valldossera que desemboca a la riera de Riudaura prop de la vila.

## Història

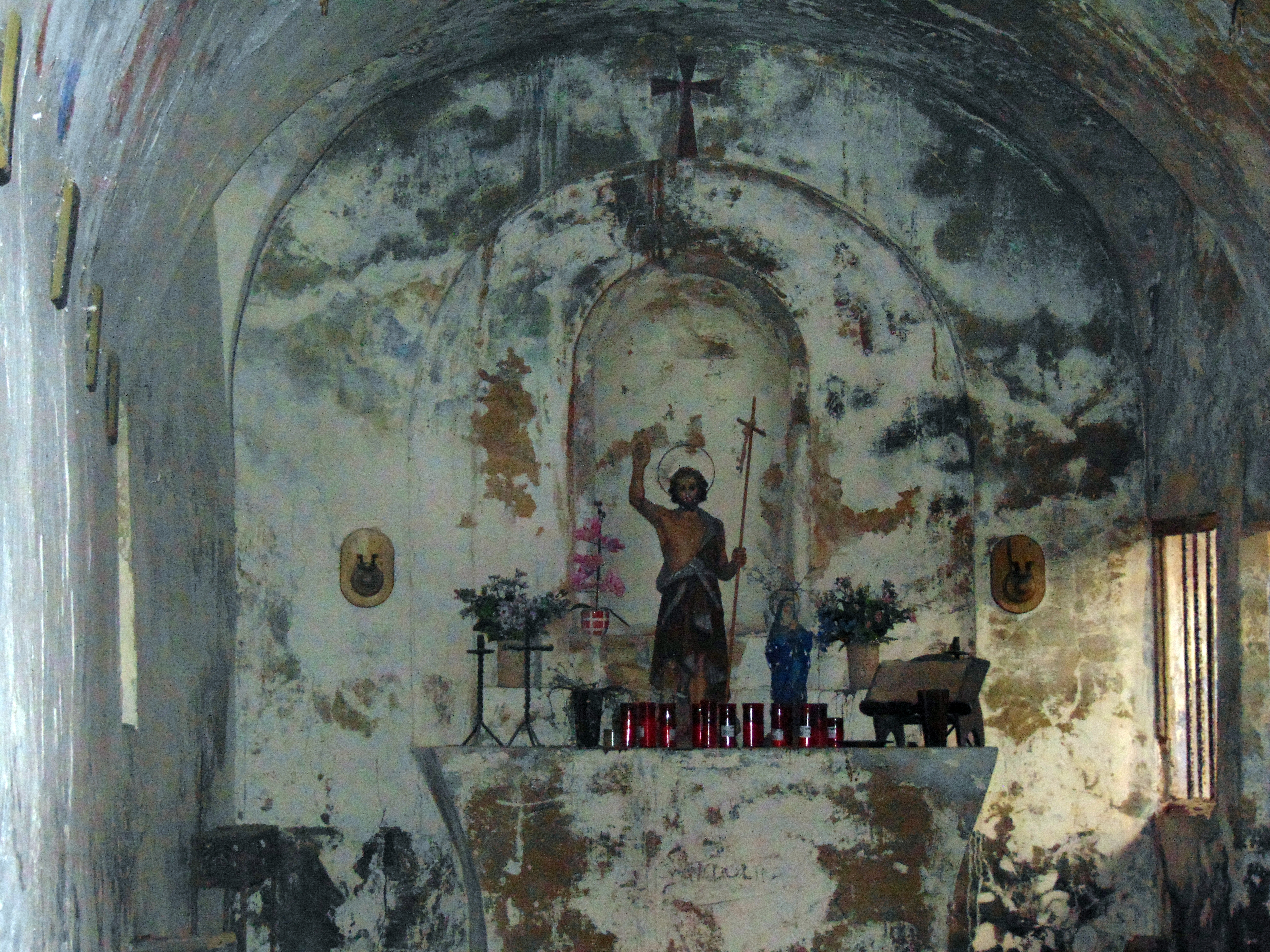
Interior

L'estructura del temple correspon als inicis del segle xii. No és pas la versió més antiga si comptem amb la possible existència de les restes d'un oratori visigòtic. No se sap res de la consagració del temple. Existeixen alguns afegitons, potser del segle xviii, que serviren per reforçar l'absis.
El temple fou edificat amb recursos prou precaris, però disposava de molts privilegis.